# 하일랜드파크 총격 사건

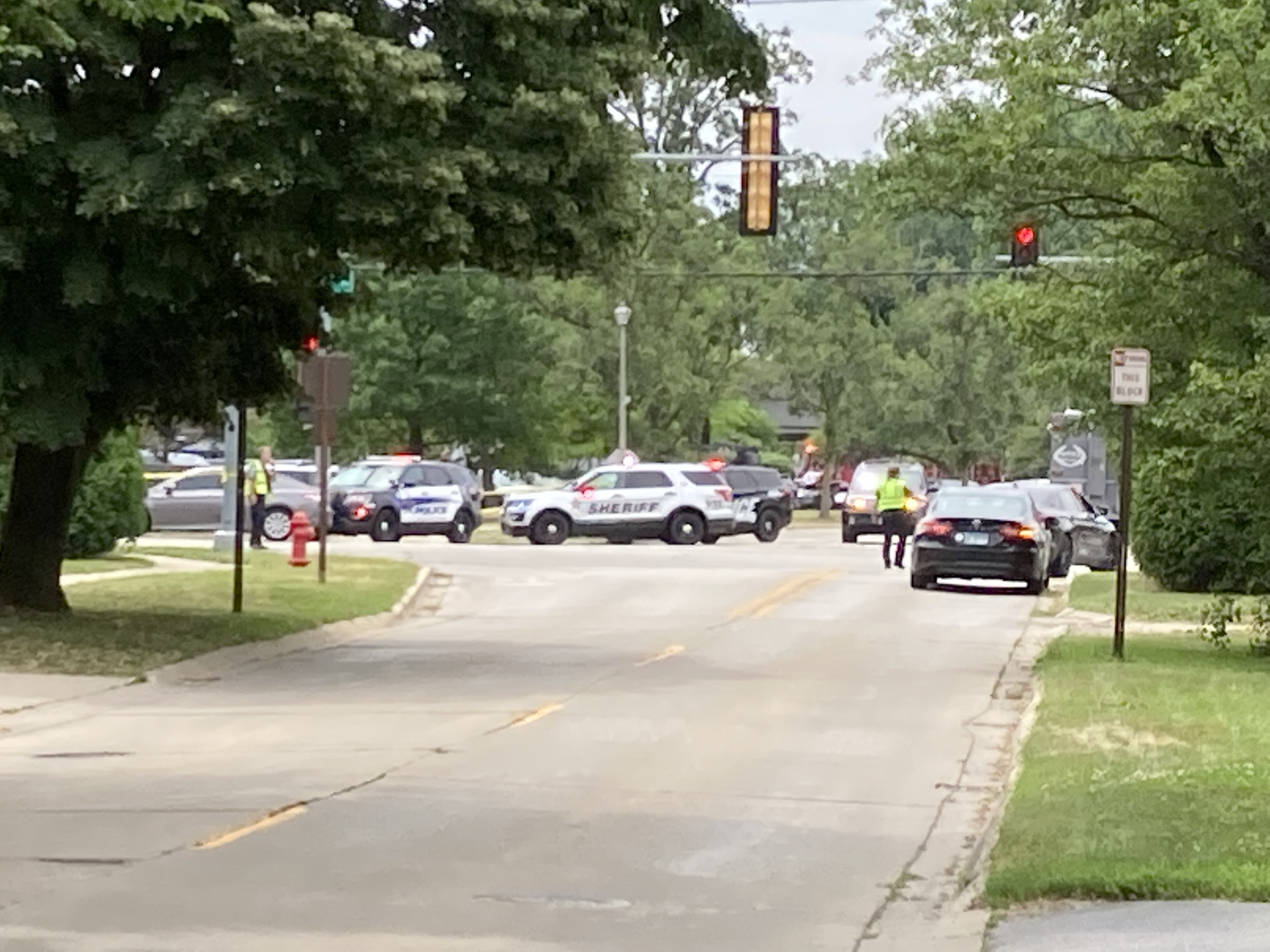

하일랜드파크 총격 사건(Highland Park parade shooting)에 관한 문서이다.
2022년 7월 4일, 미국 일리노이주 하일랜드파크 (일리노이주)에서 열린 독립기념일 (미국) 퍼레이드 도중 총기 난사 사건이 발생했다. 총격은 오전 10시 14분 CDT(UTC−05:00)에 발생했는데, 이는 퍼레이드가 시작된 지 약 15분 후였다. 총탄이나 파편으로 인해 7명이 사망하고 48명이 부상을 입었다.
당국은 총격 사건이 발생한 지 8시간이 지나서 21세의 로버트 유진 크리모 3세(Robert Eugene Crimo III)를 체포하고 다음날 그를 7건의 1급 살인 혐의로 기소했다. 7월 27일, 혐의는 1급 살인 21건, 살인 미수 48건, 가중 구타 48건으로 상향되었다.